# Président Drouard (pera)
Président Drouard (en España conocida como Presidente Drouard) es una variedad cultivar de pera europea Pyrus communis. Esta pera está cultivada en la colección de la Estación Experimental Aula Dei (Zaragoza). Esta pera también está cultivada en diversos viveros entre ellos algunos dedicados a conservación de árboles frutales en peligro de desaparición. Esta pera variedad muy antigua es originaria de Francia, también muy extendido su cultivo en España (Gerona, Huesca, Lérida, Zaragoza), y tuvo su mejor época de cultivo comercial antes de la década de 1960, y actualmente en menor medida aún se encuentra. La pulpa es de color blanco amarillento, fina y muy jugosa, con un sabor dulce y picante bien equilibrado, bien perfumado.

## Sinonimia
- "Presidente Drouard" España.[9]

## Historia
La variedad de pera 'Président Drouard' es una variedad de peral antigua originaria del distrito de Angers, descubierta en Les Ponts-de-Cé (Francia), por M. Olivier jardinero en el "jardin fruitier d'Angers". como plántula de origen desconocido.
Consta una descripción del fruto: Hedrick, 1921 : 210; Soc. Pom. France, 1948 : 342; Seitzer, 1957 : 66; Blaja et al, 1964 : 282, y en E. E. Aula Dei.
En España 'Presidente Drouard' está considerada incluida en las variedades locales autóctonas muy antiguas, cuyo cultivo se centraba en comarcas muy definidas. Se caracterizaban por su buena adaptación a sus ecosistemas y podrían tener interés genético en virtud de su adaptación. Se encontraban diseminadas por todas las regiones fruteras españolas, aunque eran especialmente frecuentes en la España húmeda. Estas se podían clasificar en dos subgrupos: de mesa y de cocina (aunque algunas tenían aptitud mixta).
'Presidente Drouard' es una variedad clasificada como de mesa, difundido su cultivo en el pasado por los viveros comerciales y cuyo cultivo en la actualidad se ha reducido a huertos familiares y jardines privados.
La pera 'Président Drouard' está cultivada en diversos bancos de germoplasma de cultivos vivos tales como en National Fruit Collection con el número de accesión: 1935-063 y nombre de accesión: President Drouard. Está también cultivado en E. E. Aula Dei de Zaragoza (España), con el nombre de accesión 'Presidente Drouard'.

## Progenie
'Président Drouard' es el Parental-Madre de la variedades cultivares de pera:
'Blanka'

## Características
El peral de la variedad 'Presidente Drouard' tiene un vigor medio; florece a finales de marzo; tubo del cáliz en embudo  con conducto corto.
La variedad de pera 'Presidente Drouard' tiene un fruto de tamaño medio a grande (peso promedio 153,00 g); forma piriforme, turbinada u ovoide, cuello poco marcado, asimétrica, superficie irregular con depresiones y protuberancias sin localización fija, contorno irregular, a veces fuertemente ondulado; piel áspera, finamente granulosa, seca, mate, apergaminada; con color de fondo verde o amarillo-dorado, sin chapa o leve chapa cobriza o sonrosada, presenta un punteado abundante, muy menudo, poco visible, verdoso o ruginoso, "russeting" (pardeamiento áspero superficial que presentan algunas variedades) bajo (1-25%); pedúnculo de longitud media o corto, fino, fuerte, leñoso, algo engrosado en los extremos, parcial o totalmente verde, recto o ligeramente curvo, implantado derecho o ligeramente oblicuo, cavidad del pedúnculo estrecha y poco profunda o nula, generalmente oblicua, con el borde ondulado o mamelonado; anchura de la cavidad calicina de una anchura y profundidad variables, muy irregular con borde ondulado o mamelonado; ojo pequeño o medio; sépalos cóncavos y erectos con las puntas rotas o rizadas hacia fuera.
Carne de color blanco o blanco amarillenta; textura semi-fundente, algo granulosa, jugosa; sabor azucarado, acidulado, perfumado, bueno; corazón pequeño, fusiforme o redondeado. Eje estrecho, cerrado o abierto. Celdillas amplias. Semillas de tamaño grandes, alargadas, con iniciación de espolón, color castaño amarillento o rojizo con salientes más oscuros.
La pera 'Presidente Drouard' es una variedad bastante tardía alcanza la madurez fructífera a finales de septiembre hasta mediados de octubre, se conserva bien, se puede consumir hasta diciembre o enero.

## Polinización
Moderadamente fértil, el peral 'Président Drouard' necesita otras variedades de perales cercanas para polinizarse y dar fruto abundantemente: 'Beurré Hardy', 'Comtesse de Paris' o 'William's' son buenas variedades polinizadoras.